# مجرم (فیلم ۲۰۰۴)
«جرم» (انگلیسی: Criminal (2004 film)) فیلمی درام به کارگردانی گرگوری جاکوبز است که در سال ۲۰۰۴ منتشر شد. از بازیگران آن می‌توان به جان سی ریلی، دیه‌گو لونا، و مگی جیلنهال اشاره کرد.